# フォスター植物園

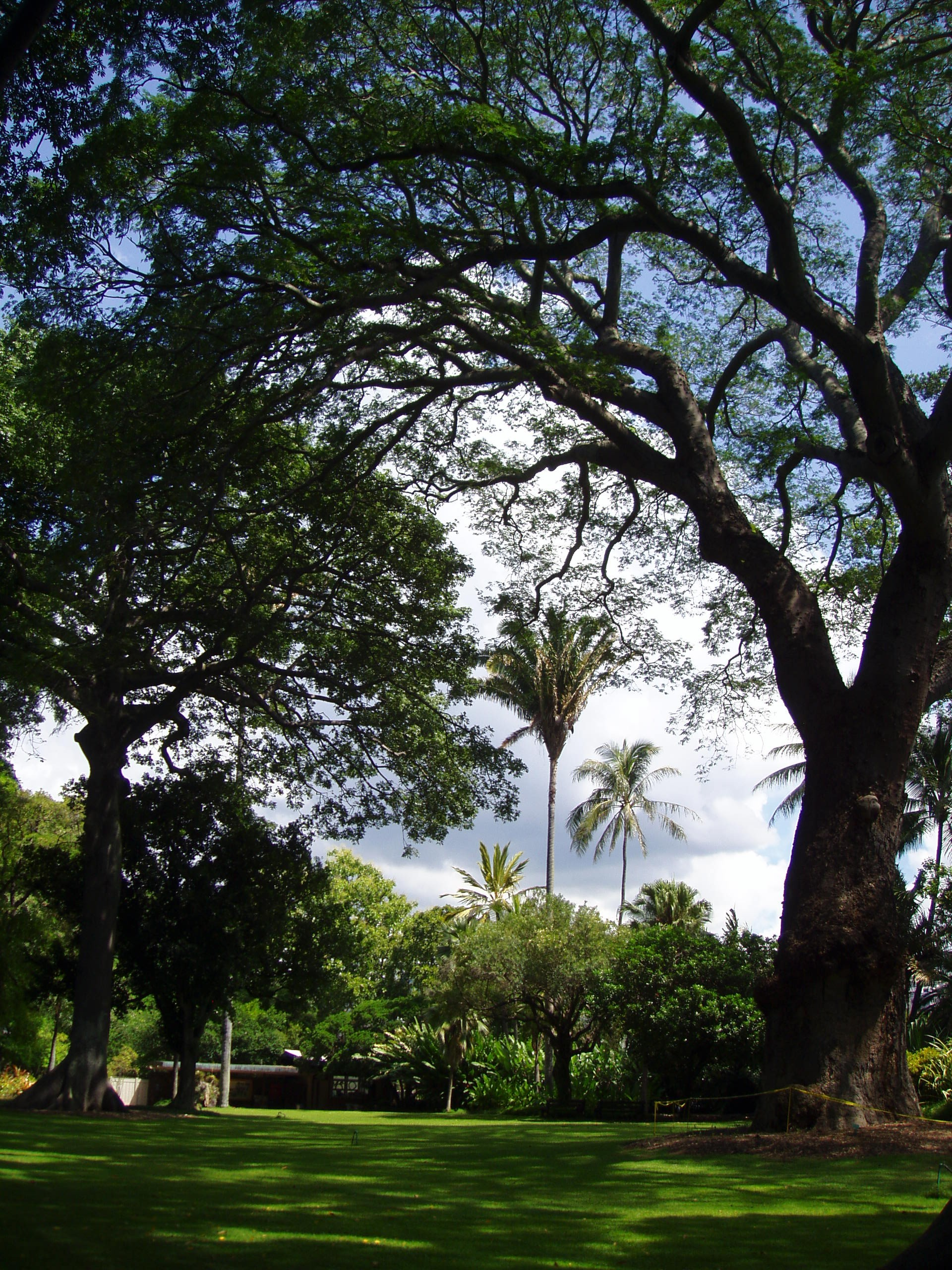
フォスター植物園

フォスター植物園（英語: Foster Botanical Garden）は、ハワイのオアフ島にある植物園。オアフ島にある5つのホノルル市営植物園のうち、最大の植物園である。住所はホノルル市 North Vineyard Boulevard 50番地で、中華街も近くにある「ダウンタウンの一角」に位置する。アメリカ合衆国国家歴史登録財にも登録されている。
1884年、フォスター夫妻がこの場所にあった土地付き物件をウィリアム・ヒレブランドより購入した。妻のメアリー・フォスターは1930年にホノルル市に土地建物一式を遺贈し、市が管理することとなった。植物園が冠する「フォスター」の名はこれにちなむ。当時の面積は2.2ヘクタールであった。
1931年、フォスター植物園としてオープンした。1957年から1989年まで理事を務めたPaul Weissichは、植物園を現行の5.5ヘクタールに拡張した。
園内には1万種を越える植物があるが、これらはハワイ固有種だけでなく、世界各地から集められている。また、変わったモニュメントとして大仏が鎮座しているが、これは日系移民100周年を記念して、1968年6月16日に神奈川県より送られた、鎌倉の大仏のレプリカである。